# Veuves
Veuves ist eine Ortschaft und eine Commune déléguée in der französischen Gemeinde Veuzain-sur-Loire mit 214 Einwohnern (Stand 1. Januar 2022) im Département Loir-et-Cher in der Region Centre-Val de Loire. Der Ort liegt rechts der Loire inmitten der für ihre Schlösser berühmten Region.
Die Gemeinde Veuves wurde am 1. Januar 2017 mit Onzain zur neuen Gemeinde Veuzain-sur-Loire zusammengeschlossen.

## Geographie
Veuves liegt etwa 20 Kilometer südwestlich von Blois an der Loire.

## Bevölkerungsentwicklung
| Jahr                       | 1962 | 1968 | 1975 | 1982 | 1990 | 1999 | 2006 | 2017 |
| Einwohner                  | 188  | 202  | 221  | 192  | 215  | 216  | 220  | 207  |
| Quellen: Cassini und INSEE |      |      |      |      |      |      |      |      |

## Sehenswürdigkeiten
- Kirche Saint-Vincent